# Texas Legislature

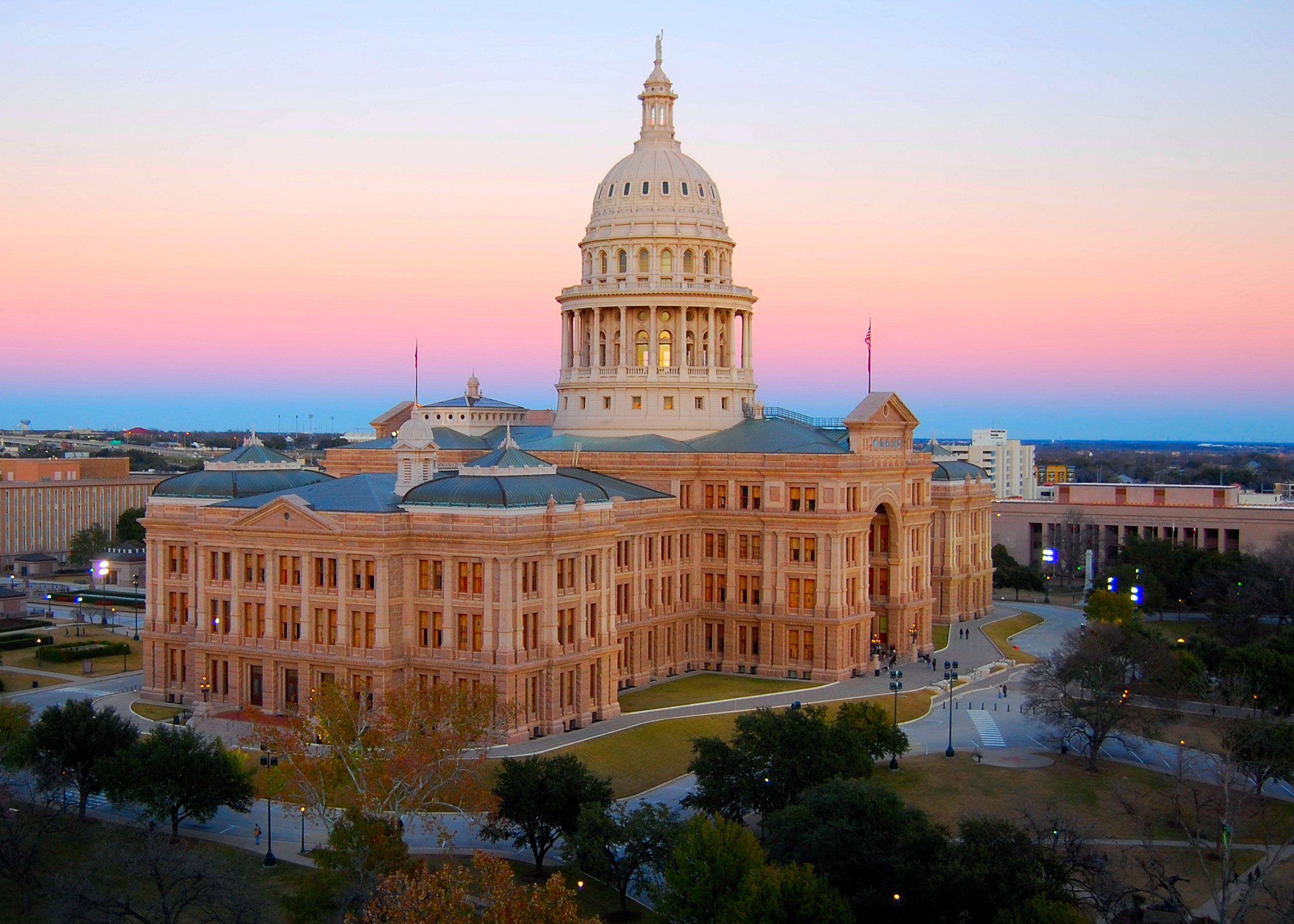
Die Legislature tagt im Texas State Capitol

Die Texas Legislature ist die State Legislature und damit die Legislative des US-Bundesstaats Texas. Sie wurde als Congress of the Republic of Texas durch die staatliche Verfassung 1836 geschaffen und nach der Annexion 1846 umbenannt. Sie besteht aus dem Repräsentantenhaus von Texas, das als Unterhaus fungiert, sowie dem Senat von Texas als Oberhaus. Die Legislature tagt im Texas State Capitol in Austin, das auch Sitz des Gouverneurs und seines Stellvertreters ist.
Das Repräsentantenhaus besteht aus 150 Mitgliedern, der Senat aus 31. Das Repräsentantenhaus wird für zwei Jahre gewählt. Die Amtszeit der Senatoren beträgt vier Jahre, jeweils die Hälfte des Senats wird gleichzeitig mit dem Repräsentantenhaus gewählt. Der Wahltag fällt mit dem des Bundeskongresses zusammen.
Wählbar sind US-Bürger, die seit mindestens einem Jahr im entsprechenden Wahlbezirk und als Kandidat für den Senat mindestens fünf Jahre, als Kandidat für das Repräsentantenhaus mindestens zwei Jahre in Texas leben. Das Mindestalter beträgt 26 Jahre für den Senat, 21 Jahre für das Repräsentantenhaus.
Die National Conference of State Legislatures (NCSL) ordnet die Legislature von Texas als „hybrid“ zwischen einem Vollzeit- und einem Teilzeitparlament ein. Mit einer Vergütung von 7.200 USD pro Jahr und 221 USD pro Sitzungstag (2020) liegen die Abgeordneten im unteren Bereich der Staatsparlamentarier.